# 1716 în literatură
Anul 1716 în literatură a implicat o serie de evenimente și cărți noi semnificative.  